# Hemingway és én
A Hemingway és én (eredeti cím: Wrestling Ernest Hemingway) Randa Haines 1993-ban bemutatott drámája. Főszereplők: Richard Harris, Robert Duvall, Shirley MacLaine és Sandra Bullock.

## Cselekménye
Floridában vagyunk, Lone Palm apartmanházak. Dög meleg van, a légkondicionáló nem működik. Ezért Frank (Richard Harris) anyaszült meztelenül nyomja a fekvőtámaszokat. Így is nyit ajtót, a legkevésbé sem zavartatva magát. Helen Cooney (Shirley MacLaine) az, egy csomagot hozott. Helen távozása után kibontja és csak egy baseball-sapkát talál benne. A fia küldte a születésnapjára.
Walter (Robert Duvall) az ételbárban hat szelet sonkát, négy szelet pirítóst és egy pici dzsúszt kér. Mint mindig. Elaine (Sandra Bullock), a pincérnő figyelmezteti, hogy nem egészséges ilyet enni. Mint mindig. De Walt akkor is ezt kéri. Frank a könyvesboltban Ernest Hemingway A folyón át a fák közé című regényét olvassa. Már két órája, hiszen itt kellemesen hűvös van. Az üzletvezető megelégeli és kitessékeli. Frank moziba megy, nem is annyira a film, inkább egy csinos hölgy, Georgia (Piper Laurie) miatt. A film végén, kifelé menet felveti, hogy lógjanak vissza még egy előadásra, de Georgia nemet mond.
Walter kimegy a "Zöldek" és a "Vörösök" baseball-meccsére. Egy kisfiú, Henry következik ütésre. Apja a pálya széléről folyamatosan instrukciókkal bombázza. Meg is lesz az eredménye, a srác mindhárom ütést elvéti. Frank telefonüzenetet kap, hogy fia mégsem jön el a születésnapjára, hogy elvigye Fort Lauderdale-be a tűzijátékra. Egy üveg whiskey-vel és egy könyvvel levonul a parkba. Walter már ott van, mint mindig és keresztrejtvényt fejt. Frank próbál szóba elegyedni vele, vajmi kevés sikerrel. Másnap újra próbálkozik. Walter rájön, hogy neki is jól jönne a társaság, így együtt mennek el az ételbárba. Nagy a tömeg, Walt a szokott helyére ülne, de megelőzik, így a másik oldalon foglalnak helyet, ami egy másik felszolgáló, Bernice (Micole Mercurio) területe. Frank megismerkedik Elaine-nel. Stílusa egyre jobban felháborítja Waltert, átül egy másik asztalhoz.
Miközben Walter és Elaine együtt tartanak hazafelé a busszal, Frank tovább próbálkozik Georgia meghódításával a moziban. Hazaérve Helen várja a szobájában, hogy közölje, végre sikerült megjavíttatni a légkondit. Egy pohárka ír whiskey-vel rögtön fel is avatják.
Július negyedike van, Walter zárva találja az ételbárt. Közben Frank is megérkezik. Mindketten szívesen megnéznék a tűzijátékot Carter Bayben, de 10 kilométerre van és a busz sem jár. Frank tandem kerékpárjával igyekeznek eljutni a helyszínre. Útközben megállnak egy pihenőre és egy fél szendvicsre, no meg persze Frank némi whiskey-re. Walter elárulja, hogy fodrász volt, felajánlja Franknek, hogy szívesen levágja a haját. Elbóbiskolnak és mire Walt felébred – besötétedett. A tűzijáték is elkezdődött.
Az újabb baseball-meccset már együtt nézik meg. A kis Henrynek továbbra sem megy a játék. A mérkőzés után mindketten randevúra sietnek. Walter Elaine-nel buszozik hazafelé, Frank viszont lekéste a megbeszélt mozit Georgiával, aki már kifelé tart, Frankről tudomást sem véve sértődötten távozik.
Walter levágja Frank haját, sőt meg is borotválja. Közben jót beszélgetnek, egyre jobban összebarátkoznak. Egy vidám fürdőzést követően az ételbárban egyeztetik a másnapi programot, Frank a moziba hívja Waltot. Meglepetése az, hogy felvették jegyszedőnek. A nézőtéren újra próbálkozik Georgiával, ám túl rámenős. Georgia felháborodva faképnél hagyja.
Walter visszamegy az ételbárba. Bernice-től megtudja, hogy Elaine férjhez megy és Pensacola-ba költözik. Később Frank a munkából hazafelé tartva meglátja, hogy Walter otthon egyedül táncol. Másnapra kölcsönkérné Franktől a kerékpárját, de ő inkább elviszi. Az ajándékbolt helyett a bazársorra viszi és vetet vele egy üveg vodkát. Elaine nem fogadja el. Walter és Frank nagyon összevesznek, majdnem ölre is mennek, Walter otthagyja Franket.
Másnap Frank kimegy a baseball-meccsre, de Walt nem. Így le is marad a nagy eseményről, ugyanis miközben Henry apja egy másik nézővel dulakodik, aki megelégelte a viselkedését, a kis Henry végre üt egy hatalmasat. Frank munka után bemegy Helenhez egy üveg ír whiskey-vel. Megpróbálja ágyba vinni, de sikertelenül. Helen megengedi, hogy ott aludjon nála a kanapén.
Az újabb reggelen Walt a régi helyén ül a padon. Frank táncolni tanítja az egyik kislányt, közben Walternek mesél a meccsről, de azt mondja, Henry megint nem találta el a labdát. Miután kibékülnek, Frank elviszi a kerékpárral Waltert Carter Bay-be, hogy elbúcsúzhasson Elaine-től. Másnap az ételbárban Frank elmondja, hogy kirúgták a jegyszedői állásából, mert többet volt a nézőtéren, mint az előcsarnokban. Walter ráveszi, hogy menjenek el együtt a táncestre.
Miután Walter kicsípte magát, Frankért megy. Mivel nem nyit ajtót, Helennel nyittatja ki. Frank elaludt és már nem ébred fel. Walter felöltözteti és elbúcsúzik tőle. A zárójelenetben Waltert látjuk a táncestélyen.

## Szereplők
| Szereplő        | Színész            | Magyar hang      |
| --------------- | ------------------ | ---------------- |
| Frank           | Richard Harris     | Mádi Szabó Gábor |
| Walter          | Robert Duvall      | Makay Sándor     |
| Helen Cooney    | Shirley MacLaine   | Hámori Ildikó    |
| Elaine          | Sandra Bullock     | Fazekas Zsuzsa   |
| Ned Ryan        | Marty Belafsky     | Breyer Zoltán    |
| Bernice         | Micole Mercurio    | Illyés Mari      |
| Georgia         | Piper Laurie       | Kassai Ilona     |
| Henry           | Jag Davies         |                  |
| Henry apja      | Ed Amatrudo        | Németh Gábor     |
| Leo Peetes      | Stephen G. Anthony |                  |
| Sid Showenstein | Greg Paul Meyers   |                  |
| nővér           | Jody Wilson        | Várnagy Kati     |
| buszsofőr       | Anthony Rene Jones | Breyer László    |
| Carl Burney     | William Marquez    |                  |
| mozipénztáros   | Ilse Earl          |                  |
| meteorológus    | Kent Ehrhardt      |                  |